# Dinastički rat u Hrvatskoj 1091. – 1105.
[[Category:]]
Smrću hrvatskog kralja Dmitra Zvonimira (1089.), započeo je niz događaja koji je rezultirao krajem samostalnog Hrvatskog Kraljevstva te njegovim ulaskom u personalnu uniju s Kraljevinom Ugarskom. Pošto je Dmitar Zvonimir nadživio sina Radovana, naslijedio ga je rođak Stjepan II., koji je umro bez djece 1091. godine. Tada je započeo rat između obitelji Zvonimirove udovice Jelene i ugarskih Arpadovića protiv hrvatskih anti-ugarskih snaga predvođenih Petrom Snačićem i Slavcem.

## Događaji u Hrvatskoj nakon 997. godine
Smrću Stjepana Držislava njegov najstariji sin Svetoslav Suronja dolazi na prijestolje. No njegova vladavina bila je kratkoga vijeka. Već 998. godine Svetoslavova mlađa braća Krešimir i Gojslav, koji su željeli po starome običaju biti suvladari, sklapaju savez s bugarskim carem Samuilom. Uvjet je da im Bugari pomognu zbaciti Svetoslava s prijestolja. Te godine Samuilo provaljuje u Hrvatsku s velikom vojskom te pustoši široko područje od Bosne i današnje crnogorske obale sve do Zadra. Ta područja predaje pobunjenoj braći. Iskoristivši kaos građanskog rata, mletački dužd Petar II. Orseolo šalje venecijansku mornaricu u napad na hrvatsku obalu. Mlečanima se već 998. predao Zadar, a 1000. godine osvajaju otoke Krk, Rab, Korčulu, Lastovo i Osor, te gradove Split, Trogir i hrvatsku prijestolnicu Biograd. Shvativši da je u bezizlaznoj situaciji Svetoslav Suronja sastaje se u Trogiru s duždom Orseolom, gdje je dužd dopustio Svetoslavu da se s obitelji skloni u Veneciji, te je ugovoren brak između Svetoslavovg sina Stjepana i duždeve kćeri Hicele. Nakon svrgavanja obitelji Orseolo bježi u Ugarsku, gdje ostaje do smrti.

## Dmitar Zvonimir postaje kralj
Krešimir III. dijelio je prijestolje s bratom do Gojslavove smrti 1020. godine., otkad vlada sam do svoje smrti deset godina kasnije, 1030. godine. Njegov sin Stjepan I. stupa na prijestolje te vodi uspješnu politiku teritorijalne i gospodarske ekspanzije, što nastavlja i njegov sin Petar Krešimir IV. Iako su dalmatinski gradovi i otoci bili povraćeni već potkraj vladavine Krešimira III., te definitivno za vladavine Stjepana I., sjever kraljevstva, Slavonija pada u ruke ugarskog kralja Stjepana I. Svetog 1027. godine, koji ju predaje u feud Stjepanu Svetoslaviću. Njegov sin Dmitar Zvonimir nasljeđuje oca kao slavonski ban. Zvonimir sjevernom Hrvatskom upravlja gotovo samostalno. Kako bi osigurali dobre odnose s moćnim banom kralj Gejza I. i Ladislav I. Sveti, sinovi kralja Bele I. vjenčavaju svoju sestru Jelenu za Zvonimira. Zvonimir i Jelena dobili su sina Radovana i kćer Klaudiju. Treba napomenuti kako dio povjesničara ne misli da je Zvonimir bio Stjepanov sin, odnosno da nije bio Trpimirović već pripadnik jednog od utjecajnih rodova hrvatskoga plemstva. Kakva god bila istina, Zvonimir je skupa s Mađarima 1067. godine istjerao istarskog markgrofa Ulrika II. s područja tzv. Marke Dalmatinske, koje je pokrivalo Hrvatsko Primorje, Kvarner i istočni dio Istre. Ta je područja tri godine ranije Ulrik oteo Petru Krešimiru IV. Dmitar Zvonimir je nakon oslobođenja ovih prostora njima zavladao. To je uvelike utjecalo na Petra Krešimira i na prilike u Hrvatskoj. Stoga je Petar Krešimir, koji je ionako imao samo kćer Nedu i čija su braća već bila mrtva, 1070. godine Zvonimira proglasio za nasljednika i suvladara, a Zvonimir je zauzvrat priznao Petru vrhovnu vlast nad svim područjima koje je on kontrolirao. Time je Hrvatska ponovno postala ujedinjena. 
Godine 1074. apulijski Normani pod vodstvom vojvode Amika napali su Hrvatsku u pljačkaškom pohodu. U jednom od tih pohoda pobijedili su hrvatsku vojsku i zarobili Petra Krešimira IV., kojeg vode u Italiju odakle mu se gubi svaki trag. (Pošto u izvorima samo piše da je Amiko zarobio hrvatskog kralja, neki povjesničari smatraju da se ovdje neradi o Petru Krešimiru već o Slavcu. Problematiku oko povijesne osobe zvane kralj Slavac pogledaj u istoimenom članku dolje.). Bilo zarobljavanjem, prirodnom ili nekom drugom smrću, vladavina Petra Krešimira IV. prestala je 1074. Zvonimir je stoga započeo proces prisvajanja krune i vlasti.
Zvonimir je stao uz papu Grgura VII., te je papa u rujnu 1075. ili 1076. godine poslao svoje poslanike Gebizona i Fulkona da okrune Zvonimira. Dana 8. listopada 1075. ili 1076. godine u crkvi svetog Petra i Mojsija u Solinu opat Gebizon je okrunio Dmitra Zvonimira za kralja Hrvatske. Zvonimir se papi zakleo na vjernost, a ovaj mu je poslao znakove kraljevske vlasti, uključujući i krunu. Dmitar Zvonimir je ostao zapamćen kao poduzetan i energičan vladar, koji je osigurao stabilan međunarodni položaj Hrvatske. Za bana imenovao je moćnog velikaša Petra Snačića, o čemu svjedoči Supetarski kartular. Kćer Klaudiju udao je za karinskog župana Vinihu Lapčanina. Godine 1083. Radovan umire, vjerojatno od bolesti, a Zvonimir ostaje bez nasljednika. Zvonimir i sam umire 1089. godine bez imenovanog nasljednika, legenda postoji da su ga vlastiti vojnici ubili, iako tadašnji dokumenti spominju Zvonimira kao nedavno preminuloga. Hrvatski velikaši, svećenstvo i splitski građani tada su iz Sustipanskog samostana u Splitu izvukli nećaka Petra Krešimira IV., Stjepana, koji je na Sustipanu boravio zbog zdravstvenih tegoba, te ga okrunili za kralja. To je pogodovalo hrvatskim feudalcima jer je kralj Stjepan bio boležljiv i star i bez djece, pa za njegove kratke vladavine od 1089. do 1091. godine nije bilo unutarnjih i vanjskih sukoba. Može se pretpostaviti da je hrvatsko plemstvo bilo isčekivalo da Stjepan imenuje nasljednika, međutim to se nije dogodilo. U trenutku Stjepanove smrti, bez imenovanog nasljednika i s novonastalim vakumom moći Jelena poziva svoga brata Ladislava da uđe s vojskom u Hrvatsku i prisvoji sebi krunu, jer je on sada postao legalni nasljednik trona Hrvatske. 

## Prva faza rata
Ladislav je stoga 1091. godine provalio u Hrvatsku preko Drave, te ubrzo zauzeo cijelo savsko-dravsko međuriječje. Kako bi učvrstio svoju vlast u Slavoniji, osnovao je Zagrebačku biskupiju, te za prvog biskupa doveo češkog svećenika Duha. Za kralja Hrvatske je postavio svog nećaka Almoša, što očito pokazuje da Ladislav nije imao namjeru pripojiti ni Slavoniju niti ostatak Hrvatske. Bojeći se da bi Mađari mogli ugroziti bizantske interese u Hrvatskoj, poglavito dalmatinske gradove, car Aleksije I. Komnen platio je nomadskim Kumanima da napadnu Ugarsku s istoka, tako da je Ladislav, koji se već na području Like sukobio s hrvatskom vojskom, morao preseliti vojsku iz Hrvatske natrag u Ugarsku. Za to vrijeme u južnim predjelima kraljevstva počela se stvarati anti-mađarska koalicija centrirana oko Petra Snačića i (možebitno) Slavca.

## Kralj Slavac
Kralj Slavac ili kralj Slavić ime je koje se spominje u Supetarskom kartularu, dokumentu iz Crkve svetog Petra na priku u Omišu, kao vladar koji je presudio neke zemljišne sporove. O Slavcu i njegovoj možebitnoj vladavini ima nekoliko mišljenja. Jedno od njih je da on nije bio kralj već lokalni plemić s neretvanskog područja. Drugo mišljenje je da je bio pretendent na hrvatsko prijestolje nakon nestanka Petra Krešimira IV. Ima i teza po kojoj je vojvoda Amiko u svome pljačkaškom pohodu zarobio Slavca, a ne Petra Krešimira. Najspominjanija verzija je ta da je Slavac bio moćan plemić koji je pokušao prigrabiti krunu nakon smrti Stjepana II., uspjevši zavladati južnim dijelovima kraljevstva. Po jednoj teoriji do 1093. godine bio je okosnica protumađarskog pokreta, jer su uz njega bili i ban Petar i tepačica Budimir, no moguće je i da mu je Petar bio rival u borbi za prijestolje. Jedini spomen Slavca proizlazi iz gore navedenog dokumenta. Bez novih dokaza i saznanja povijest nam ne može sa sigurnošću reći išta pouzdano o kralju Slavcu.

## Druga faza rata, kralj Petar Snačić i Bitka na Gvozdu
Petar Snačić, (često krivo nazivan Svačić), se proglasio kraljem 1093. godine uz podršku protu-ugarskog dijela plemstva, iako se nije okrunio jer je hrvatska kruna bila kod splitskog nadbiskupa Lovre, koji je umro 1099. godine. Ne zna se kolikim je dijelom Hrvatske vladao. Bio je ban za vrijeme Zvonimira, te ako uzmemo u obzir sve nedoumice oko Slavca, vođa anti-mađarskih snaga u Hrvatskoj. Sjeverom zemlje je još uvijek vladao Almoš, Ladislavov nećak. Nije jasno što se dogodilo, prema jednoj verziji Petar je s vojskom otjerao Almoša iz međurječja, drugi navode da ga je otjerao ili Koloman ili Ladislav pretkraj svoje vladavine. Godine 1095. Ladislav I. Sveti umire te ga nasljeđuje nećak Koloman, koji šalje 1097. godine vojsku na Hrvatsku. Presudna bitka dogodila se na planini Gvozd u kasnom travnju ili svibnju 1097. godine, u kojoj su se sukobile ugarska vojska i pro-arpadovićevski orijentirano hrvatsko plemstvo s vojskom Petra Snačića. Detalji bitke nisu poznati znamo samo da je kralj Petar Snačić u njoj poginuo. Ugarska vojska nastavila je do Biograda gdje je dočekala buduću suprugu Kolomana, normansku princezu Feliciju, zvanu Buzila.

## Treća faza i kraj rata
Koloman je vrlo vjerojatno nastavio sukobe sa svojim neprijateljima u Hrvatskoj u idućim godinama. Zasigurno je Koloman bio svjestan da će jako teško poraziti hrvatsku vojsku u brdovitim predjelima južno od Gvozda, a da će još teže zauzeti dobro utvrđene dalmatinske gradove. Kako je vladao velikim kraljevstvom nije mogao riskirati slanje previše ljudi u Hrvatsku, pa je Koloman odlučio na miran način razračunati s hrvatskim plemstvom. U Biogradu na Moru 1102. godine Koloman se sastao s predstavnicima 12 hrvatskih plemena te su ugovorili ono što se danas naziva Pacta conventa. Time je uspostavljena personalna unija Hrvatske i Ugarske. Koloman se iste godine okrunio za kralja Hrvatske u Biogradu. Trebalo je proći još tri godine, 1105., da Koloman osigura vlast u dalmatinskim gradovima.

## Posljedice
vidi članak: Hrvatska u personalnoj uniji s Mađarskom
Koloman je uspostavio personalnu uniju Hrvatske i Ugarske, ali to nije značilo da je Hrvatska izgubila svoju državnost. Hrvatsku i Ugarsku povezivala je samo osoba kralja, a koliko je slaba mađarska vlast bila, pogotovo u južnijim krajevima Hrvatske pokazuju brojni povijesni primjeri hrvatskih plemića koji su vladali gotovo samostalno. Još više od toga Ugarska nikad nije u nekim rubnim dijelovima Hrvatske uspila uspostaviti vlast pa je hrvatsko plemstvo u Bosni uspostavilo kroz par stoljeća samostalnu državu. Grad Dubrovnik je također bio uspješan u očuvanju samostalosti, te je od kraja 14. stoljeća prosperirao kao samostalna Dubrovačka Republika. Hrvati u Baranji i ostalim prekodravskim i prekodunavskim krajevima bili su i od prije pod ugarskom vlašću, a Istra je ostala podjeljena između Mletaka i Svetog Rimskog Carstva. Personalna unija kruna Hrvatske i Ugarske trajala je sve do kraja Prvoga svjetskog rata 1918. godine.